# Giuseppe Occhiato
Giuseppe Occhiato (Mileto, 10 novembre 1934 – Firenze, 27 gennaio 2010) è stato uno storico e scrittore italiano.

## Biografia
Si laureò in Lettere a Messina, allievo del prof. Marabottini, titolare della cattedra di storia dell'arte medievale e moderna.
Vissuto nella città natale fino al trasferimento a Firenze negli anni ottanta, si interessò sin dall'inizio all'architettura medioevale e fu tra i primi in Calabria a dedicare studi all'architettura ecclesiastica normanna.
All'Abbazia della Santissima Trinità di Mileto e alla cattedrale normanna, distrutte dal terremoto del 1783, come pure ad altri edifici normanni in Calabria, dedicò vari saggi e monografie.
Esordì nella narrativa nel 1989 con il romanzo Carasace, incentrato sull'incursione aerea alleata sull'aeroporto di Vibo Valentia e sui paesi vicini che produsse oltre quaranta morti civili. Nel 2000 pubblicò Oga magoga, che nel 2003 vinse il premio letterario "Corrado Alvaro".
Nel 2006 pubblicò Lo sdiregno e nel 2007 L'ultima erranza. L'ultimo suo romanzo sull'Opera dei Pupi è rimasto inedito.

## Opere
- Mileto. Studi Storici. Miscellanea di ricerche, a cura di Filippo Ramondino e Francesco Galante, Adhoc, 2017.
- L'ultima erranza, Iride, 2007.
- Lo sdiregno, Rubbettino, 2006.
- Ruggero I e la provincia melitana. Catalogo della mostra, Rubbettino Editore, 2001.
- Oga magoga. Cuntu di rizieri, di orì e del minatòtaro, Progetto 2000, 2000.
- La Trinità di Mileto nel romanico italiano, Progetto 2000, 1994.
- Carasace. Il giorno che della carne cristiana si fece tonnina, Progetto 2000, 1989.